# Rue Mayet
La rue Mayet est une voie du 6e arrondissement de Paris, en France.

## Situation et accès
La rue Mayet est une voie publique située dans le 6e arrondissement de Paris. Elle débute au 131, rue de Sèvres et se termine au 122, rue du Cherche-Midi.

## Origine du nom
La rue tire son nom de celui d'un ancien propriétaire.

## Historique
Par ordonnance du 8 décembre 1840, le sieur Mayet et les frères Journalet firent ouvrir, sur un terrain qui leur appartenait, une nouvelle voie à laquelle on donna le nom de « rue Mayet ».

## Bâtiments remarquables et lieux de mémoire
- no 15 : en 1924 s'y installe l'École de Haut enseignement commercial pour les jeunes filles[2].